# Vojtěch Bernatský
Vojtěch Bernatský (* 13. března 1975 Ostrava) je český televizní sportovní moderátor a spisovatel.

## Vzdělání a rodina
V letech 1995–1999 studoval na FAMU, katedře filmové a televizní produkce. Dne 15. srpna 2014 si na zámku Ctěnice vzal za manželku partnerku Kateřinu, se kterou má dceru Elišku a syna Matyáše. Na svatbě mu byl za svědka Petr Svěcený.

## Profesní kariéra
Od konce roku 1995 byl externím spolupracovníkem Redakce sportu České televize, od 1. ledna 2001 je zaměstnán v Redakci zpravodajství. Od 5. srpna 1996 je pracovně zařazený jako moderátor pořadu Branky, body, vteřiny.
Působil také jako reportér během přímých přenosů zápasů České hokejové extraligy. Od roku 1998 do roku 2012 moderoval televizní Olympijská studia.
Působil jako moderátor pořadu České televize Svět rekordů a kuriozit. V roce 2009 se stal spolu s Petrou Janů vítězem soutěže Duety… když hvězdy zpívají.
Za roky 2011–2014 se stal vítězem ankety TýTý v kategorii „Sportovní moderátor“.